# Hôtel-Dieu de París
El Hôtel-Dieu de París es el hospital más antiguo de la ciudad de París. Se encuentra asociado con la Facultad de Medicina París-Descartes y está situado en la orilla izquierda de la Île de la Cité, cerca de la catedral de Notre-Dame. El nombre Hôtel-Dieu significa Casa de Dios y se emplea en Francia para designar al hospital principal de una ciudad.
Fue fundado por el obispo Landerico de París  el 26 de junio del 651, y a lo largo de su existencia han trabajado en él numerosos médicos y cirujanos que han pasado a la historia de la medicina, entre ellos: Giovanni Forlenze, Xavier Bichat,  Guillaume Dupuytren,  Pierre Joseph Desault, Joseph Récamier,  Paul Georges Dieulafoy, Armand Trousseau, Jean-Nicolas Corvisart, Ambroise Paré y Marc Tiffeneau.